# El rebaño del pastor
«El rebaño del pastor» es una canción compuesta en 1973 por el músico argentino Luis Alberto Spinetta, interpretada por la banda Spinetta y los Socios del Desierto en el álbum homónimo (CD2) de 1997, primero de la banda y 25º en el que tiene participación decisiva Spinetta. 
Spinetta y los Socios del Desierto fue un trío integrado por Marcelo Torres (bajo), Daniel Wirtz (batería) y Luis Alberto Spinetta (guitarra y voz). La versión del álbum incorpora como músico invitado a Claudio Cardone en teclados.
La canción fue compuesta una década y media antes de su estreno, en la época que Spinetta integraba Pescado Rabioso, banda histórica del rock argentino que sirvió de referente musical para Spinetta y los Socios del Desierto. El tema "Sub rebaño", ubicado en el Disco 1 del mismo álbum, es una versión instrumental de un fragmento de esta canción. Otra versión de la canción fue incluida en el álbum en vivo San Cristóforo, lanzado por la banda al año siguiente.

## Contexto
El tema pertenece al álbum doble Spinetta y los Socios del Desierto, el primero de los cuatro álbumes de la banda homónima, integrada por Luis Alberto Spinetta (voz y guitarra), Marcelo Torres (bajo) y Daniel Wirtz (batería). El trío había sido formada en 1994 a iniciativa de Spinetta, con el fin de volver a sus raíces roqueras, con una banda de garaje. Los Socios ganaron una amplia popularidad, realizando conciertos multitudinarios en Argentina y Chile.
El álbum doble Spinetta y los Socios del Desierto ha sido considerado como una "cumbre" de la última etapa creativa de Luis Alberto Spinetta. El álbum fue grabado en 1995, pero recién pudo ser editado en 1997, debido a la negativa de las principales compañías discográficas, a aceptar las condiciones artísticas y económicas que exigía Spinetta, lo que lo llevó a una fuerte confrontación pública con las mismas y algunos medios de prensa.
El disco coincide con un momento del mundo caracterizado por el auge de la globalización y las atrocidades de la Guerra de Bosnia -sobre la cual el álbum incluye un tema-. En Argentina coincide con un momento de profundo cambio social, con la aparición de la desocupación de masas -luego de más de medio siglo sin conocer el fenómeno, la criminalidad -casi inexistente hasta ese momento-, la desaparición de la famosa clase media argentina y la aparición de una sociedad fracturada, con un enorme sector precario y marginado, que fue la contracara del pequeño sector beneficiado que se autodenominó como los "ricos y famosos".

## El tema
Es el décimo track del Disco 2 del álbum doble. Se trata de un tema solemne, con una melodía emotiva y acordes dramáticos.
La letra, escrita en 1973 en un contexto histórico dramático precursor de la tragedia que significó para la Argentina el terrorismo de Estado generalizado a partir de 1976, resulta trasplantada a la igualmente dramática década de 1990, precursora de la crisis de 2001/2002:

Sin embargo es tan atroz,
esta realidad...
que alguna cura le encontrarás...

Marca de riel,
marca de loco riel...
¿dónde quedó?
¿dónde quedó inventar?
todas las veces comer,
todas las heces comer...
hoja de ruta el adiós,
hoja de ruta el adiós...

Tiempos inclementes de nacer aquí,
en el rebaño,
del pastor...
"El rebaño del pastor" (fragmento)